# 松本龍之介
松本龍之介（日语：／，2005年3月1日—）是一名出生於日本大阪府泉佐野市的職業棒球選手，效力於日本職棒東京養樂多燕子，主要守備位置為捕手。

## 外部連結
- 松本龍之介在日本職棒（英语）